# نوار (چرخند حاره‌ای)

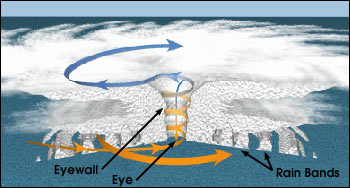
ساختار عمودی اصلی یک چرخند حاره‌ای بالغ. نوار چرخند از دور به صورت دیسک اصلی توفان، ابتدا در ابرهای بالایی توفان و سپس در ابرهای پایین‌تر دیده می‌شود. همچنین شکاف‌هایی در نوارهای باران پس از عبور نوار از روی آن وجود دارد.

در یک چرخند حاره‌ای بالغ، نوار (انگلیسی: Bar) به یک لایه بسیار تیره خاکستری یا سیاه از ابرهایی گفته می‌شود که پیش از نزدیک شدن توفان پدیدار شده و از دید ناظر زمینی نزدیک به افق به نظر می‌رسند. نوار چرخند حاره‌ای عمدتاً از ابرهای پوشن‌کومه‌ای تشکیل شده است. ابرهای کومه‌ای و ابرهای کومولونیمبوس بلافاصله پس از عبور از نواارهای دیوار مانند باعث بارندگی می‌شوند. ابرهای فرازپوشنی، ابرهای پرساپوشنی و ابرهای پرسان معمولاً به ترتیب صعودی در بالای نوار قابل مشاهده هستند، در حالی که جهت باد برای ناظری که به سمت نوار قرار دارد، معمولاً از سمت چپ و کمی پشت ناظر است.